# هانس بون
هانس بون (بالألمانية: Hans Bohn)‏ هو مصمم جرافيك ألماني، ولد في 23 ديسمبر 1891 في فرانكفورت في ألمانيا، وتوفي بنفس المكان في 10 مايو 1980.